# St. Nikolai (Brandenburg an der Havel)

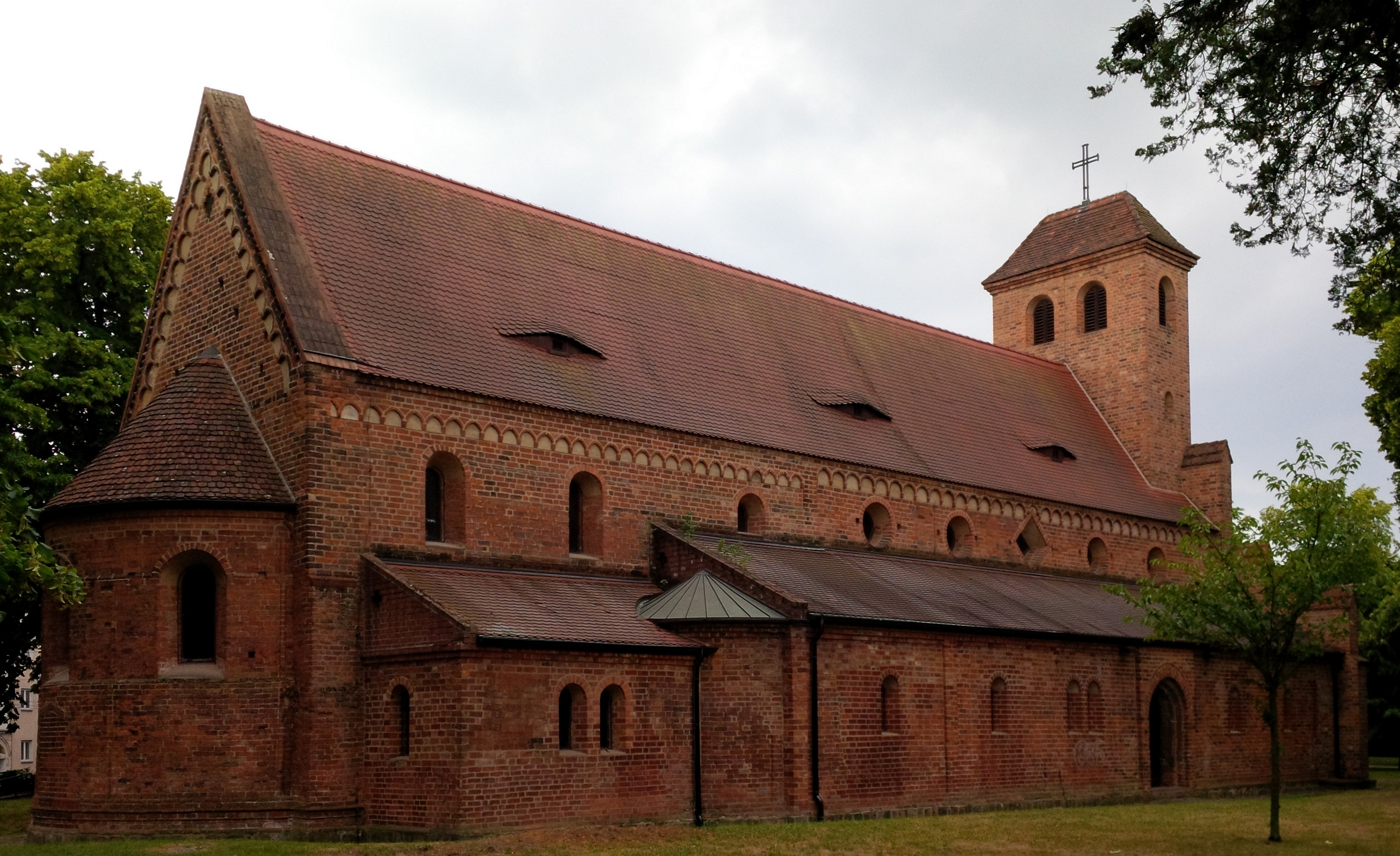
Nikolaikirche zu Brandenburg von Nordosten

Sankt Nikolai ist eine Kirche bei der historischen Altstadt Brandenburg in Brandenburg an der Havel. Sie trägt die Adresse Nicolaiplatz. Die Kirche wurde bei einem Luftangriff im März 1945 stark beschädigt und 1953–1956 wiederaufgebaut.

## Entstehung und Funktion
Das Gotteshaus wurde erstmals im Jahr 1173 erwähnt. Friedrich Grasow mutmaßt einen Baubeginn um 1170 und zählt damit die Nikolaikirche zu den ältesten Backsteinbauten der Stadt.
Der Stadthistoriker Otto Tschirch hält sie gar für den ältesten Kirchenbau der Mark Brandenburg, mit Anklängen an „die lombardische Backsteinkunst, die neuere Kunstgeschichtsforscher veranlaßt haben, unseren norddeutschen romanischen Backsteinbau in ursächlicher Verbindung mit Oberitalien zu bringen.“
Es wird im Allgemeinen angenommen, dass die Nikolaikirche als Dorfkirche des nahebei, wahrscheinlich zum Ufer der Havel hin gelegenen, bislang aber archäologisch noch nicht nachgewiesenen Dorfes Luckenberg errichtet wurde. Luckenberg fiel sehr zeitig wüst und wurde mit seinen Gemarkungen der Altstadt Brandenburg zugeschlagen. Gegen die Nutzung als einfache Dorfkirche spricht die für einen solchen Zweck ungewöhnliche Größe des Gotteshauses, das neben seinem hohen Hauptschiff zwei niedrigere, durch zwei Säulenreihen abgetrennte Seitenschiffe besitzt. Es wird daher vermutet, dass es sich bei dem Dorf Luckenberg um eine unbefestigte Kaufmannssiedlung handelte, die in ihrem Kern eventuell perspektivisch für eine Stadtgründung vorgesehen war. Jene Pläne hätten sich dieser Theorie folgend aufgrund der Konkurrenzsituation zu der nur dreihundert Meter entfernten, planmäßig urbanisierten Altstadt Brandenburg nicht durchsetzen können. Luckenberg wurde schon kurze Zeit später als Siedlung aufgegeben; die Kirche blieb als einziges Relikt stehen. Mit der Theorie der Kaufmannssiedlung Luckenberg korrespondiert die Namensgebung der Kirche, die dem heiligen Nikolaus, dem Patron der Kaufmannschaft, geweiht ist.
In der „Raubritterzeit“ des 14. und 15. Jahrhunderts wurde das inzwischen zur Ruine verkommene Kirchlein häufig zu Unterschlupfzwecken missbraucht. So nutzte sie Johann von Quitzow am Abend des 8. März 1403 als Versteck für seine Mannschaften im Zuge eines Überfalls auf die Altstadt Brandenburg. Nach einer privat finanzierten Restaurierung durch den Baumeister Boxthude im Jahre 1467 diente die Kirche in den Folgejahrhunderten als Friedhofskapelle, bis sie im zwanzigsten Jahrhundert auch diese Funktion verlor.
In den Jahren 1685 und 1686 wurde die Kirche den Mitgliedern der französischen reformierten Gemeinde, die  aus Frankreich geflohen und in Brandenburg Zuflucht gefunden hatten, zur Verfügung gestellt. Sie wurde von dieser wie auch von der deutschen reformierten Gemeinde kurzzeitig genutzt. Der erste Gottesdienst wurde zu Weihnachten 1685 durch einen Prediger aus Berlin abgehalten.
Im 21. Jahrhundert gehört die Kirche der katholischen Gemeinde Heilige Dreifaltigkeit, die sie in den 1990er Jahren von der St.-Gotthardt-Gemeinde mittels einer Schenkung erhielt und anschließend sanierte. Die Kirche wird für Gottesdienste genutzt, erfüllt aber auch den Charakter einer ökumenischen Begegnungsstätte, was sich im monatlichen Friedensgebet dort zeigt. Weiterhin erinnert sie an die Opfer des Nationalsozialismus in der Stadt.

## Bauwerk

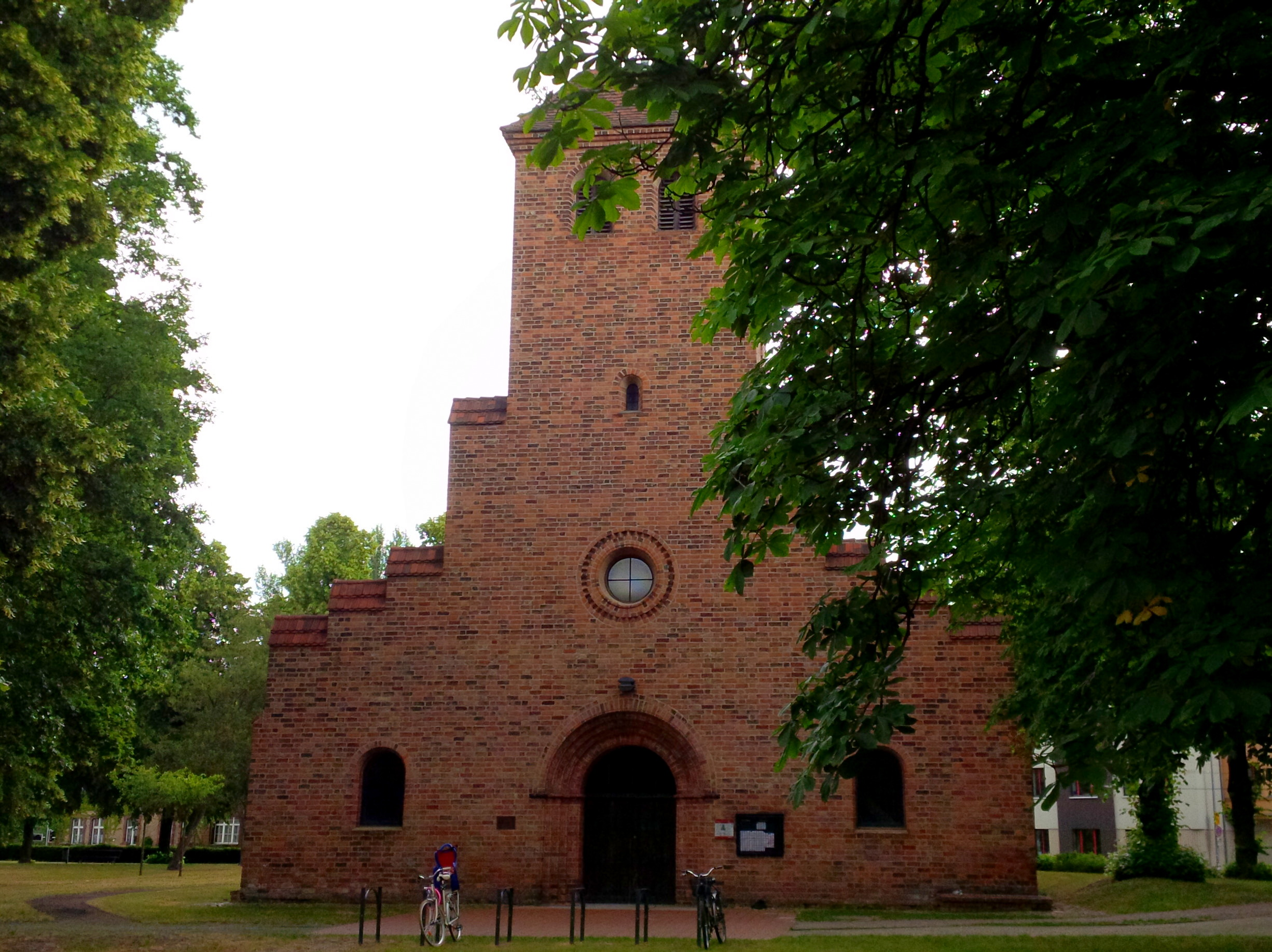
Westliche Außenwand, Portal und Turm

Bis auf einen zweilagigen Feldsteinsockel ist die dreischiffige, romanische Basilika vollständig in märkischem Backstein aufgeführt. Das Hauptschiff wird von zwei etwa halbhohen Seitenschiffen begleitet, von denen es durch viereckige Pfeilerarkaden mit Rund- und Spitzbögen getrennt ist. Das Hauptschiff endet im Osten in einer halbrunden Apsis. Weitere Apsiden befinden sich jeweils an den Seitenschiffen, wobei sich an die Apsis des nördlichen noch eine Sakristei abschließend anschließt.
Ein Westturm, der seit 1850 zwei Turmspitzen aufwies, schließt das Gebäude ab. Die Schallöffnungen des Turms sind rundbogig, dahinter befindet sich die Glockenstube.
Das Walmdach des Turms ist wie auch die übrigen Dächer der Kirche mit roten Biberschwänzen eingedeckt. Die Kirchturmspitze markiert ein metallisches Kreuz.
Das Hauptportal ist wie auch ein Nebenportal auf der Nordseite als rundbogiges Stufenportal gestaltet. Ebenfalls sind die Fenster zum überwiegenden Teil Rundbogenfenster. Ein Fenster auf der Nordseite ist auf der Spitze stehend quadratisch. Schmuckelement ist ein rundbogig gestaltetes Gesims, welches auf der Nord- und der Südseite und am östlichen Giebel des Hauptschiffs zu finden ist. Im Dach des Hauptschiffs sind Fledermausgauben eingearbeitet. Die Dächer der Seitenapsiden sind mit Metallplatten gedeckt.
Bei einem Luftangriff am 31. März 1945 wurde die Kirche stark beschädigt, der Westgiebel einschließlich der Turmanlage vernichtet. Der Wiederaufbau erfolgte 1953 bis 1956. Der Turmaufsatz mit seinen zwei Spitzen wurde verändert.

## Ausstattung

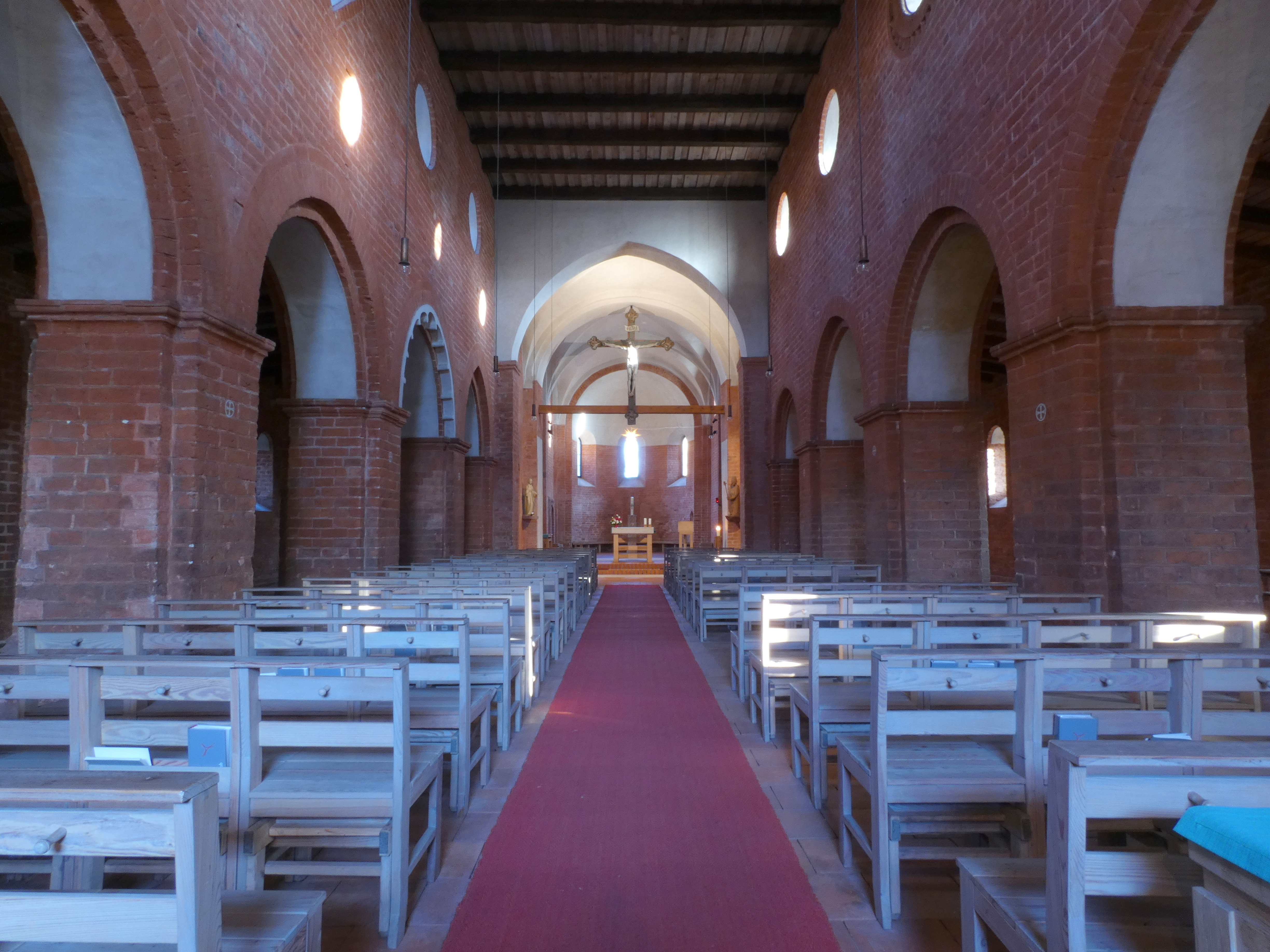
Innenansicht der Kirche St. Nikolai

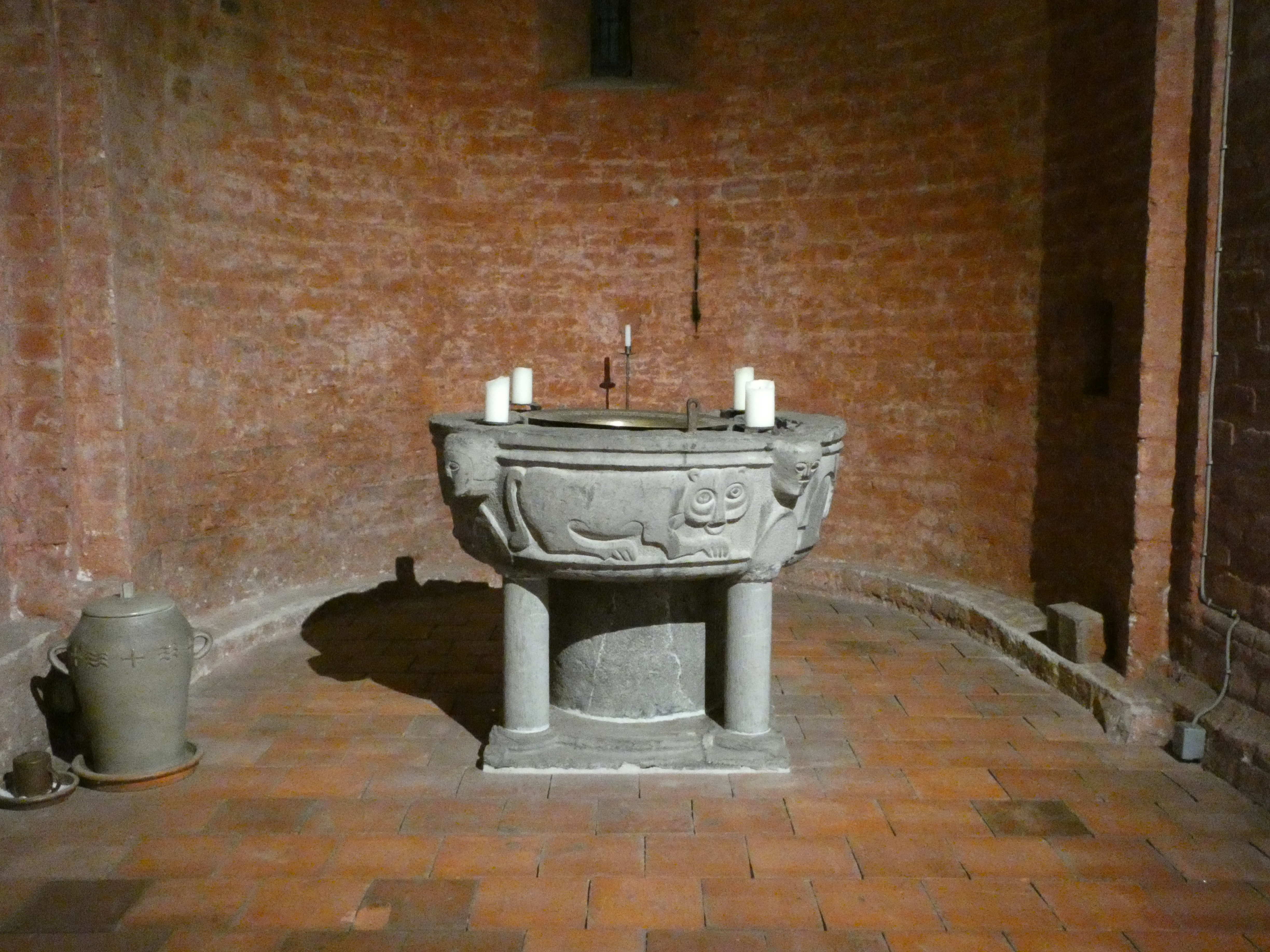
Taufstein in St. Nikolai

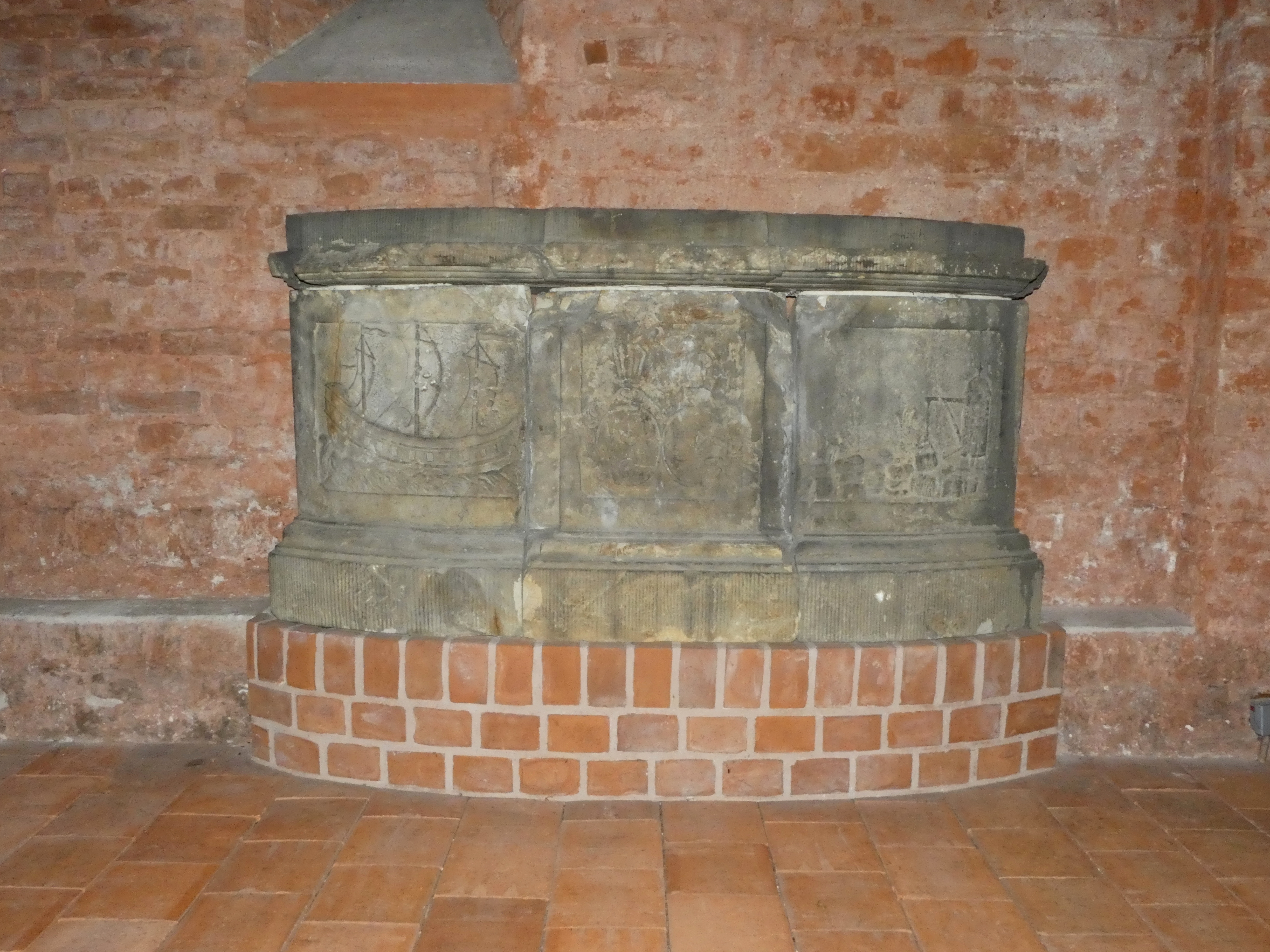
Reliefsteine

Das Innere der Kirche ist schlicht gehalten. Ein Triumphkreuz stammt aus dem 16. Jahrhundert und wurde 1903 und 1993 restauriert. Neben Jesus Christus sind an den Enden der Kreuzbalken die Symbole der vier Evangelisten dargestellt. An der südlichen Wand des südlichen Seitenschiffs wurde eine Gebets- und Gedächtnisstätte geschaffen. Der Künstler Werner Nickel erstellte aus einem Wurzelstock eine Pietà. Weiterhin sind mehrere Erinnerungstafeln angebracht. Die Gedenkstätte erinnert an Verbrechen im Alten Zuchthaus Brandenburg, im Zuchthaus Brandenburg-Görden und auf der Welt. Im Kirchfriedhof an der südwestlichen Außenwand der Hauptapsis befanden sich drei Reliefsteine, auf denen unter anderem ein Segelschiff und ein Kran sowie Fässer dargestellt sind. Die Steine wurden zum Schutz vor der Witterung im Inneren ebenfalls an der südlichen Wand des südlichen Seitenschiffs aufgestellt.
Ältestes Kunstwerk der Kirche ist ein Taufstein aus Namurer Blaustein. Dieser ist in das 12. Jahrhundert oder älter datiert. Er steht in der Apsis des nördlichen Seitenschiffs. Dieser Taufstein stand ursprünglich in der im frühen 20. Jahrhundert abgerissenen Maternuskapelle in Haus Bürgel. Der Eigentümer des Taufsteins, Adolf Graf von Nesselrode, gab diesen als Dauerleihgabe nach St. Nikolai. Der Taufstein zeigt zwei Tiersymbole, einen Löwen und einen Greif. Die Taufschale im Stein zeigt ein Jona-Motiv und wurde ebenfalls vom Künstler Werner Nickel gestaltet. Ebenfalls von Werner Nickel stammen der Altar, der Tabernakel, der Ambo, der Osterleuchter und das Kirchengestühl sowie eine Figur des Nikolaus von Myra.

## Gemeindeleben
Geistliche des Gotteshauses:
- (2020): Pfarrer Matthias Patzelt (Pfarradministrator)

Das Pfarrbüro hat seinen Sitz nicht an der Kirche, sondern in der Neustädtischen Heidestraße 25.